# 王林 (西汉)
王林（？—23年），西汉外戚，新朝宗室，王莽的安新公王舜之子，哥哥王匡、王延。

## 生平
6年，王莽封太保王舜子王匡为同心侯，王林为说德侯，太师孔光孙孔寿为合意侯，大司空甄丰孙甄匡为并力侯。16年，新朝太师王舜去世。21年，王临自杀。王莽命令侍中票骑将军同说侯王林赐魂衣玺韨。大长秋张邯为大司徒，崔发为大司空，司中寿容苗訢为国师，同说侯王林为卫将军。王莽末年，四方兵起，王林广招雄俊，征辟马援、原涉为掾，推荐给王莽。王莽以原涉为镇戎大尹，马援为新成大尹。23年九月初一，汉朝军队从宣平门入常安城。张邯被杀。王邑、王林、王巡带兵在北阙下抗击。九月初三，王莽被杀。申屠建令丞相刘赐斩崔发。史谌、王延、王林、王吴、赵闳也降刘玄，也被申屠建杀害。